# 服部仁藏
服部仁藏（？—？），為日本大正昭和時期之台灣日治時期政府官員，他於1920年擔任台灣新竹州知事。管轄今台灣新竹市、新竹縣、桃園市、苗栗縣等區域，他也是新竹州改制後之首任知事。
| 前任： 無（首任） | 新竹州知事 1920年9月1日─1921年10月8日 | 繼任： 常吉德壽 |